# 块茎银莲花
块茎银莲花（学名：Anemone gortschakovii）是毛茛科银莲花属的植物。分布在中亚地区以及中国大陆的新疆等地，生长于海拔1,400米至3,100米的地区，见于山地草坡，目前尚未由人工引种栽培。